# Washington megye (Indiana)
Washington megye az Amerikai Egyesült Államokban, azon belül Indiana államban található. Megyeszékhelye és legnagyobb városa Salem. Lakosainak száma 28 182 fő (2020. április 1.). Washington megye Jackson, Scott, Clark, Floyd, Harrison, Crawford, Orange és Lawrence megyékkel határos.

## Népesség
A megye népességének változása:
| Lakosok száma | 28 289 | 28 193 | 27 916 | 27 780 | 27 827 | 28 182 |
|               | 2010   | 2011   | 2012   | 2013   | 2015   | 2020   |